# Ilana Sod

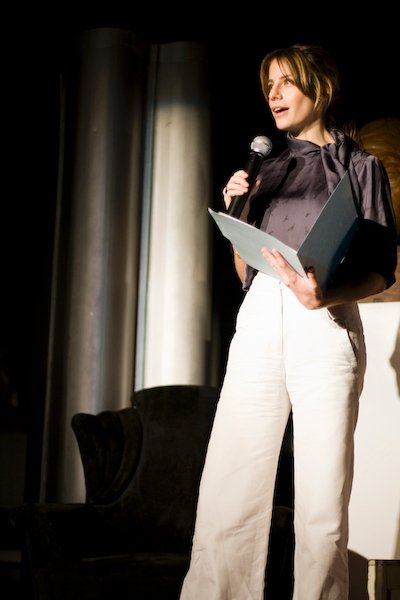
Ilana Sod

Ilana Sod Cybula  (Mexico-Stad, 3 februari 1973) is een journaliste die werkt voor MTV Latijns-Amerika, waar ze de programmering doet voor het Music News en algemene onderwerpen.

## Radio
Sod werkte negen jaar voor televisie, radio en pers in Mexico. In 1999 en 2001 coördineerde ze het 'Radio Sex Project', 48 uur journalistieke research naar seks voor 'Radioactivo 98.5' (een radiozender voor jongeren in Mexico-Stad, waar ze bijna acht jaar werkzaam was).
In 2003 versloeg Sod de oorlog in Irak vanuit Jeruzalem en Tel Aviv voor 90.5FM 'Imagen Informativa' (een 24/7 radionieuwszender in Mexico). In augustus dit jaar trad ze voor MTV op als medepresentatrice van de informatiecampagne ‘Grita’ (Laat jezelf horen!), die kinderen wilde stimuleren beter te communiceren over hun seksualiteit.

## Tv
Sod heeft ook gewerkt als tv-nieuwspresentatrice voor Channel 40 en Channel 22 en als reporter in Sydney voor channel 108 SKY, waarbij ze aandacht vroeg voor lokale thema’s zoals de hiv/aids-epidemie in de Australische hoofdstad.